# 乔丹·穆茨
乔丹·詹姆斯·爱德华·悉尼·穆茨（英語：Jordon James Edward Sydney Mutch，1991年12月2日—）是一名英格蘭職業足球員，司職中場，出身打比郡青訓系統，其後轉投伯明翰城及卡迪夫城，曾效力英超球會水晶宫。現效力於澳職球隊西悉尼流浪者。

## 生平

### 球會
梅治在德比郡的阿尔瓦斯顿（Alvaston）成長，出身於家鄉球隊打比郡的青訓系統，在青訓學院總監泰利·韋斯利（Terry Westley）麾下長達5年。2007年夏季梅治決定離開打比郡，重投時任伯明翰城足球學院總監的泰利·韋斯利的懷抱，由於年僅15歲，伯明翰城需付打比郡補償金。
2007年9月當時年僅15歲另298日的梅治獲伯明翰城一隊挑選加入16人大軍名單，於英格蘭聯賽盃第三圈作客對布力般流浪，初時英超當局批准梅治上陣，他已獲包括入後備席中，但在開賽前一刻足總發現一條於2005年通過的保護兒童條例，規定16歲以下球員不准在「公開組」球賽中上陣，因此伯明翰城急召（David Howland）入隊取代梅治，當時大衛·霍蘭德未有在英超註冊背號，獲當局特別批准穿著沒有背號的球衣坐進後備席。
2008年8月26日梅治終於取得期待已久的一隊上陣機會，於英格蘭聯賽盃第二圈作客對，半場落後0-1，伯明翰城領隊（Alex McLeish）於換場重開調入一老一少，老將在前線攻堅，而代替的梅治則成為伯明翰城歷來第二年輕上陣球員，時年16歲另268日，僅比號稱「神童」的名宿杜利華·法蘭西斯（Trevor Francis）保持的紀錄多129日。自8月到10月短短三個月梅治長高4厘米，身高達到6呎2吋，急速長高導致骺板（Epiphyseal plate）嚴重受壓，雙腿均感到痛楚，惟有全面休戰及找專家治療，其後梅治發現雙腳均有骨裂，需要進行手術治理，更有三個月需要使用輪椅。梅治復原後，於2009年4月28日與伯明翰城簽署首份職業合約。
2009年11月26日梅治獲外借到英乙球會赫里福特聯直到翌年1月2日汲取上陣經驗，期間上陣3場聯賽及1場英格蘭足總盃。借用期滿歸隊後不久，再次執拾行裝，轉戰英冠唐卡士打，為期一個月。1月26日首次披甲主戰迎戰米杜士堡，梅治於下半場83分鐘離門30碼射入，替唐卡士打打破光蛋，最終1-4完場。期間7次上陣雖然僅有1場正選，表現仍然得到讚賞，並獲延長借用1個月，再4場後補上陣後，借用期再延長1個月以協助球隊爭取附加賽資格，最終合共上陣17場及射入兩球。
2010年8月14日梅治再被外借到英冠球會屈福特一個月，同日主場對首次後補上陣，其後延長借用至翌年1月，期間上陣23場及射入5球。雖然屈福特希望續借，但伯明翰城於借用期滿後召回梅治，並於2011年1月8日在英格蘭足總盃第三圈作客4-1擊敗米禾爾正選上陣。2011年2月18日梅治與伯明翰城續約三年。
2012年6月22日，英冠球會卡迪夫城從另一英冠球會伯明翰城簽入20歲的梅治，轉會費金額沒有公佈，合約為期三年。
2014年8月5日，隨著升上英超僅一年的卡迪夫城回降英冠，梅治轉投另一支新升班英超球隊昆士柏流浪，身價約600萬英鎊，簽約四年。2015年1月29日，效力昆士柏流浪僅半季，梅治再次轉會，加盟另一支英超球隊水晶宫，簽約四年半，身價没有透露。

### 國家隊
2007年7月30日梅治以15歲半之齡首次代表英格蘭U17出戰冰島U17。2010年2月15日獲補選加入英格蘭U19，並於3月2日作客荷蘭首次上陣，半場入替约翰·保斯托。2011年2月9日梅治代表英格蘭U20主場迎戰法國U20。2011年3月28日英格蘭U21主場1-2負於冰島，梅治首次披甲後補上陣。

## 榮譽
伯明翰城預備隊
- 伯明翰高級盃（Birmingham Senior Cup）冠軍：2008年；
- 年度最佳學徒球員：2008年；

卡迪夫城
- 英格蘭足球冠軍聯賽冠軍：2012/13年；

## 外部連結
- 足球数据库：Jordon Mutch的球员统计数据